# 阪口進一
阪口 進一（さかぐち しんいち）は、日本の国土交通技官、技術士。市原市副市長、鹿児島市副市長、国土交通大学校副校長、さいたま市副市長などを歴任した。市原市自治功労者特別表彰受賞。

## 人物・経歴
大阪大学工学部土木工学科卒業。1988年建設省入省。国土交通省総合政策局国際建設課海外協力官を経て、2001年国土交通省都市・地域整備局市街地整備課長補佐。2003年群馬県土木部都市施設課長。2004年群馬県県土整備局都市施設課長。2005年市原市助役。
2007年市原市副市長。2008年国土交通省都市局まちづくり推進課企画専門官。2011年国土交通省都市局街路交通施設課街路事業調整官。同年内閣官房内閣参事官（内閣官房副長官補付）、内閣官房東日本大震災復興対策本部事務局参事官。
2012年復興庁統括官付参事官。2013年鹿児島市副市長、鹿児島市水族館公社副理事長。同年市原市市制施行50周年式典で市原市自治功労者特別表彰を受賞。2017年国土交通省都市局都市安全課長、不動産鑑定士試験短答式試験試験委員。
2018年国土交通大学校副校長。2019年さいたま市副市長、ルミネ取締役。2021年国土交通省大臣官房付、即日辞職、神戸製鋼所顧問。技術士 (建設部門)、技術士 (都市計画)。